# Gainsbourg, vie héroïque
Gainsbourg, vie héroïque (en català, Gainsbourg, vida heroica) és una pel·lícula francesa estrenada el 2010 i dirigida per Joann Sfar, que tracta sobre una part de la vida del cantautor Serge Gainsbourg.

## Argument
La pel·lícula narra la vida del cantautor en francès Serge Gainsbourg, des de la seva infància al París ocupat pels nazis, durant els anys quaranta, fins a la seva mort per crisi cardíaca el 1991. El director l'ha volguda basar en dos fets de la vida del cantant, la seva condició de jueu i la seva lletjor, coses que segons ell van influir molt perquè se sentís rebutjat i la seva conseqüent personalitat i manera de fer.

## Repartiment
- Éric Elmosnino: Serge Gainsbourg
- Lucy Gordon: Jane Birkin, amant de Serge Gainsbourg
- Lætitia Casta: Brigitte Bardot, amant de Serge Gainsbourg
- Doug Jones: La Gueule
- Anna Mouglalis: Juliette Gréco, actriu i cantant amiga de Serge Gainsbourg
- Mylène Jampanoï: Bambou, amant de Serge Gainsbourg
- Sara Forestier: France Gall, cantant francesa, guanya el Festival d'Eurovisió amb una cançó de Serge Gainsbourg
- Kacey Mottet Klein: Serge Gainsbourg de nen
- Razvan Vasilescu: pare de Serge Gainsbourg
- Dinara Droukarova: mare de Serge Gainsbourg
- Philippe Katerine: Boris Vian
- Deborah Grall: Élisabeth Levitsky
- Yolande Moreau: la cantant Fréhel
- Ophélia Kolb: una model
- Claude Chabrol: productor musical de Serge Gainsbourg
- François Morel: director de l'internat
- Philippe Duquesne: Lucky Sarcelles
- Angelo Debarre: guitarrista gità
- Grégory Gadebois: Fifí
- Alice Carel: Judith
- Le Quatuor: germans Jacques
- Hafsia Herzi: infermera
- Roger Mollien: pare de France Gall
- Riad Sattouf: el prostitut de la cantant Fréhel
- Joann Sfar: el cantautor Georges Brassens
- Gilles Verlant: el policia del furgó a Nazi Rock

## Crítiques
"Abunden les pretensions líriques, la suposada mordacitat (...) Tot resulta afectat, repetitiu, carregós."

## Premis
- César a la millor primera pel·lícula 2011